# Murony vasútállomás
Murony vasútállomás egy Békés vármegyei vasútállomás, Murony településen, a MÁV üzemeltetésében. A település belterületének délnyugati részén található, közúti elérését a 47-es főutat a 4644-es úttal összekötő 46 168-as útból (Földvári út) délnek kiágazó 46 356-os számú mellékút biztosítja.

## Áthaladó vasútvonalak
- Szolnok–Békéscsaba–Lőkösháza-vasútvonal (120)
- Murony–Békés-vasútvonal (129) – forgalomból kizárva

## Kapcsolódó állomások
A vasútállomáshoz az alábbi állomások vannak a legközelebb:
- Mezőberény vasútállomás (Szajol–Lőkösháza-vasútvonal)
- Békéscsaba vasútállomás (Szajol–Lőkösháza-vasútvonal)
- Békés vasútállomás (Murony–Békés-vasútvonal)

## Forgalom
| Járat                                             | Útvonal | Gyakoriság                  |
| ------------------------------------------------- | --- | --------------------------- |
| személyvonat                                      | Szolnok – Szajol – Tiszatenyő – Pusztapó – Kétpó – Csugar – Mezőtúr – Nagylapos – Gyoma – Csárdaszállás – Mezőberény – Murony – Békéscsaba – Kétegyháza – Lőkösháza | Változó                     |
| személyvonat                                      | Lőkösháza → Kétegyháza → Békéscsaba → Murony → Mezőberény → Csárdaszállás → Gyoma → Nagylapos → Mezőtúr → Kétpó → Tiszatenyő → Szajol → Szolnok → Újszász → Nagykáta → Budapest-Keleti | Napi 1 Budapest felé        |
| Csabai Tekergő expresszvonat                      | Békéscsaba – Murony – Mezőberény – Gyoma – Mezőtúr – Szolnok – Cegléd – Ferihegy – Kőbánya-Kispest – Budapest-Kelenföld – Velence – Székesfehérvár – Balatonakarattya – Balatonkenese – Balatonfűzfő – Balatonalmádi – Alsóörs – Csopak – Balatonfüred – Balatonakali-Dörgicse – Zánka-Köveskál – Szepezdfürdő – Révfülöp (← Badacsonyörs) – Badacsonytomaj – Badacsony – Tapolca                                                                                           | Nyári hétvégéken napi 1 pár |
| Békés InterCity                                   | Budapest-Keleti – Szolnok – (Kétpó –) Mezőtúr – (Nagylapos →) Gyoma – (Csárdaszállás –) Mezőberény – Murony – Békéscsaba (← Kétegyháza ← Lőkösháza) | Óránként                    |
| Béga, Körös, Maros és Zaránd nemzetközi InterCity | Budapest-Keleti – Szolnok (– Kétpó) – Mezőtúr – Gyoma – Mezőberény – Murony – Békéscsaba – Kétegyháza – Lőkösháza – Curtici (Kürtös) – Șofronea (Sofronya) – Arad (– Aradu Nou (Újarad) – Timișoara Nord (Temesvár)) | Napi 4 pár                  |
| Zaránd nemzetközi InterCity                       | Szolnok – Mezőtúr – Gyoma – Mezőberény – Murony – Békéscsaba – Kétegyháza – Lőkösháza – Curtici (Kürtös) – Șofronea (Sofronya) – Arad | Napi 1 pár                  |
| Fogaras nemzetközi InterCity                      | Budapest-Keleti – Szolnok (← Kétpó) – Mezőtúr – Gyoma – (Csárdaszállás →) Mezőberény – Murony – Békéscsaba – Kétegyháza – Lőkösháza – Curtici (Kürtös) – Arad (Arad) – Radna (Máriaradna) – Săvârșin (Soborsin) – Ilia (Marosillye) – Deva (Déva) – Simeria (Piski) – Vințu de Jos (Alvinc) – Sebeș (Szászsebes) – Sibiu (Nagyszeben) – Făgăraș (Fogaras) – Codlea (Feketehalom) – Braşov (Brassó)                                                                          | Napi 1 pár                  |
| Ister nemzetközi InterCity                        | Budapest-Keleti – Szolnok (← Kétpó) – Mezőtúr – Gyoma – (Csárdaszállás →) Mezőberény – Murony – Békéscsaba – Kétegyháza – Lőkösháza – Curtici (Kürtös) – Arad (Arad) – Deva (Déva) – Simeria (Piski) – Vințu de Jos (Alvinc) – Sebeș (Szászsebes) – Sibiu (Nagyszeben) – Făgăraș (Fogaras) – Codlea (Feketehalom) – Braşov (Brassó) – Predeal (Predeál) – Busteni – Sinaia – Câmpina – Ploieşti Vest – București Nord                                                       | Napi 1 pár                  |
| Traianus nemzetközi InterCity                     | Budapest-Keleti – Szolnok (← Kétpó) – Mezőtúr – Gyoma – (Csárdaszállás →) Mezőberény – Murony – Békéscsaba – Kétegyháza – Lőkösháza – Curtici (Kürtös) – Arad (Arad) – Timişoara Nord (Temesvár) – Lugoj (Lugos) – Caransebeş (Karánsebes) – (Teregova → Iablanița (Bélajablánc) →) Băile Herculane (Herkulesfürdő) – Orşova (Orsova) – Drobeta-Turnu Severin (Szörényvár) – Balota – Strehaia Halta – Filiași – Craiova – Caracal – Roșiori Nord – Videle – București Nord | Napi 1 pár                  |
| Muntenia nemzetközi InterCity                     | Budapest-Keleti – Szolnok (← Kétpó) – Mezőtúr – Gyoma – (Csárdaszállás →) Mezőberény – Murony – Békéscsaba – Kétegyháza – Lőkösháza – Curtici (Kürtös) – Arad (Arad) – Timişoara Nord (Temesvár) – Lugoj (Lugos) – Caransebeş (Karánsebes) – Băile Herculane (Herkulesfürdő) – Orşova (Orsova) – Drobeta-Turnu Severin (Szörényvár) – Balota – Strehaia Halta – Filiași – Craiova – Caracal – Roșiori Nord – Videle – București Nord                                        | Napi 1 pár                  |